# Ruta Estatal de Nevada 806
La Ruta Estatal de Nevada 806, y abreviada SR 806 (en inglés: Nevada State Route 806) es una carretera estatal estadounidense ubicada en el estado de Nevada. La carretera inicia en el Sur desde la I 80  , SR 304   en Battle Mountain hacia el Norte en el Norte de Battle Mountain. La carretera tiene una longitud de 9,4 km (5.812 mi).

## Mantenimiento
Al igual que las autopistas interestatales, y las rutas federales y el resto de carreteras estatales, la Ruta Estatal de Nevada 806 es administrada y mantenida por el Departamento de Transporte de Nevada por sus siglas en inglés Nevada DOT.